# SPI1
Le facteur de transcription PU.1 est une protéine codée par le gène SPI1 chez l'homme.

## Fonction
Ce gène code un facteur de transcription à domaine ETS qui active l'expression des gènes au cours du développement des cellules myéloïdes et lymphoïdes B. Le protéine nucléaire se lie à une séquence riche en purines connue sous le nom de PU-box située à proximité des promoteurs des gènes cibles, et régule leur expression en coordination avec d'autres facteurs de transcription et de cofacteurs. La protéine peut également réguler l'épissage alternatif des gènes cibles. Plusieurs variants de transcription codant différents isoformes ont été trouvés pour ce gène.

## Interactions
SPI1 interagit avec:
- FUS[8],
- GATA2[9],
- IRF4[10],[11], et
- NONO[12].

## En médecine
Une mutation du gène, avec perte d'activité, est observée dans certaines leucémie aiguës myéloblastiques, dont les formes promyélocytaires. 